# 金子朋未
金子 朋未（かねこ ともみ、1976年5月20日 - ）は、日本の陸上競技選手。専門は短距離。
元100m日本中学記録保持者、元400mリレー日本ジュニア記録保持者。

## 経歴
埼玉県大宮市（現さいたま市）出身。
1991年8月21日、第18回全日本中学校陸上競技選手権大会で100mに出場し、11秒79の日本中学新記録(当時)を樹立。
1992年9月20日、世界ジュニア選手権で、日本選抜チームの一員として400mリレーを走り、伊藤佳奈恵、柿沼和恵、庄司奈実、金子とバトンをつなぎ、44秒90で当時の日本ジュニア新記録を樹立した。
1994年10月30日、11秒66の日本高校歴代2位、日本ジュニア歴代2位をマークした。前年に伊藤佳奈恵が11秒62を記録していたため高校新記録、ジュニア新記録更新は成らなかった。
伊奈学園総合高等学校卒業後は実業団のミキハウスに進み、怪我との戦いの中で一線で活躍したが、2001年の浜松中日カーニバルをもって引退した。
2005年、竹内彩華に日本中学記録を14年ぶりに更新された。